# Barbus microbarbis
Barbus microbarbis es una especie de peces de la familia de los Cyprinidae en el orden de los Cypriniformes.

## Morfología
Los machos pueden llegar alcanzar los 27 cm de longitud total.

## Hábitat
Es un pez de agua dulce.

## Distribución geográfica
Se encontraba en África: lago Luhondo (Ruanda ). 